# Брей, Владимир Васильевич
Владимир Васильевич (Уолтер Джордж) Брей (англ. Walter George Bray; 1886, Санкт-Петербург, Российская империя — 28 января 1938, Ментона, Франция) — российский теннисист, офицер. 
Четырёхкратный чемпион России (Российской империи) по лаун-теннису в парном разряде (1908—1911), дважды финалист в одиночном разряде (1907, 1909). Член Зала российской теннисной славы с 2004 года.

## Биография
Уолтер (Владимир) Васильевич (Вильямович) Брей (Брэй) родился в 1886 году в Санкт-Петербурге в семье Уильяма Генри Брея, выходца из Норвуда (Великобритания).
Окончил в 1904 году Школу Карла Мая. Был членом Крестовского лаун-теннисного клуба. 
Вместе с братом Георгием Владимир Брей четырежды (с 1908 по 1911 год) становился чемпионом России в парном разряде.  Дважды проиграл брату в финалах в одиночном разряде (1907, 1909).
Служил в  Гусарском Александрийском полку. Получил звание штабс-ротмистра. В годы гражданской войны был участником Белого движения. В 1919 году в звании капитана служил в составе британских воинских частей в Прибалтике. 
Эмигрировал в Великобританию (1920). Умер 28 января 1938 года в городе Ментона (Франция).
В 2004 году его имя было включено в списки Зала российской теннисной славы.